# Shin Nakamura
Shin Nakamura (Osaka, 6 mei 1974) is een voormalig Japans voetballer.

## Carrière
Shin Nakamura speelde tussen 1997 en 2002 voor Sagan Tosu en Vegalta Sendai.

## Statistieken
| Japan   | Japan          | Japan           | League | League | Emperor's Cup | Emperor's Cup | J-League Cup | J-League Cup | Totaal | Totaal |
| Seizoen | Club           | League          | Wed.   | Goals  | Wed.          | Goals         | Wed.         | Goals        | Wed.   | Goals  |
| ------- | -------------- | --------------- | ------ | ------ | ------------- | ------------- | ------------ | ------------ | ------ | ------ |
| 1997    | Sagan Tosu     | Football League | 29     | 6      | 3             | 0             | 2            | 0            | 34     | 6      |
| 1998    | Sagan Tosu     | Football League | 29     | 3      | 3             | 1             | -            | -            | 32     | 4      |
| 1999    | Sagan Tosu     | J. League 2     | 33     | 5      | 3             | 0             | 1            | 0            | 37     | 5      |
| 2000    | Sagan Tosu     | J. League 2     | 27     | 0      | 2             | 1             | 1            | 0            | 30     | 1      |
| 2001    | Vegalta Sendai | J. League 2     | 42     | 2      | 2             | 0             | 2            | 0            | 46     | 2      |
| 2002    | Vegalta Sendai | J. League 1     | 3      | 0      | 0             | 0             | 0            | 0            | 3      | 0      |
| Totaal  | Totaal         | Totaal          | 163    | 16     | 13            | 2             | 6            | 0            | 182    | 18     |